# Caribbean Club Shield 2020
Navigation
Édition précédente Édition suivante
Le Caribbean Club Shield 2020 est la troisième édition de cette compétition. Organisé par la CONCACAF, cette compétition voit s'affronter les meilleures équipes des championnats amateurs de l'Union caribéenne de football (UCF ou CFU).
Le vainqueur dispute un match de barrage contre le quatrième du Championnat des clubs caribéens de la CONCACAF 2020 en vue d'une qualification pour la Ligue de la CONCACAF 2020.
La compétition devait se tenir à Curaçao entre le 3 et le 12 avril 2020. Le 13 mars 2020, la CONCACAF suspend pour un mois toutes les compétitions qu'elle organise en raison de la pandémie de Covid-19, les nouvelles dates devant être confirmées plus tard. Le 7 août 2020, la CONCACAF annonce qu'une décision finale sera prise à la fin du mois pour déterminer si la compétition pouvait se tenir mi-septembre. Le 25 août 2020, la CONCACAF annonce l'annulation de la compétition, la Ligue de la CONCACAF 2020 commençant en octobre.

## Participants
Parmi les 31 associations membres de l'Union caribéenne de football, seules 4 disposent d'un championnat professionnel selon les critères de la CONCACAF. Ainsi, les 27 autres associations peuvent présenter une équipe en Caribbean Club Shield. Pour cette édition, 15 clubs disputent la compétition
| Nation                          | Club                   | Qualification                                       |
| ------------------------------- | ---------------------- | --------------------------------------------------- |
| Antigua-et-Barbuda              | Liberta FC             | Champion d'Antigua-et-Barbuda 2018-2019             |
| Aruba                           | SV Racing Club Aruba   | Champion d'Aruba 2018–19                            |
| Barbade                         | Barbados Defence Force | Champion de la Barbade 2018–19                      |
| Bonaire                         | Real Rincon            | Champion de Bonaire 2018–19                         |
| Îles Vierges britanniques       | One Love United        | Champion des îles Vierges britanniques 2018         |
| Îles Caïmans                    | Scholars International | Champion des îles Caïmans 2018–19                   |
| Cuba                            | FC Santiago de Cuba    | Champion de Cuba 2019                               |
| Curaçao (hôte)                  | SV Vesta               | Champion de Curaçao 2018–19                         |
| Dominique                       | Sagicor South East     | Champion de Dominique 2018–19                       |
| Guadeloupe                      | Amical Club            | Champion de Guadeloupe 2018–19                      |
| Martinique                      | Club franciscain       | Champion de la Martinique 2018–19                   |
| Porto Rico                      | Metropolitan FA        | Champion de Porto Rico 2018–19                      |
| Sainte-Lucie                    | Platinum FC            | Champion de Sainte-Lucie 2019                       |
| Saint-Vincent-et-les-Grenadines | BESCO Pastures         | Champion de Saint-Vincent-et-les-Grenadines 2018–19 |
| Suriname                        | Inter Moengotapoe      | Champion du Suriname 2018–19                        |

Associations ne présentant pas d'équipe à cette compétition
- Anguilla
- Bahamas
- Bermudes
- Guyane
- Grenade
- Guyana
- Montserrat
- Saint-Christophe-et-Niévès
- Sint Maarten
- Saint-Martin
- Îles Turques-et-Caïques
- Îles Vierges des États-Unis

## Phase de groupe
Le tirage au sort des groupes a eu lieu le 13 février 2020 au siège de la CONCACAF à Miami Les 15 équipes sont réparties en quatre groupes de quatre ou trois équipes. Les matchs de groupe sont disputés à Curaçao entre le 3 avril 2020 et le 7 avril 2020.

### Groupe A
| Rang | Équipe                   | Pts | J | G | N | P | Bp | Bc | Diff |
| ---- | ------------------------ | --- | - | - | - | - | -- | -- | ---- |
| 1    | SV Vesta                 | 0   | 0 | 0 | 0 | 0 | 0  | 0  | 0    |
| 2    | Barbados Defence Force   | 0   | 0 | 0 | 0 | 0 | 0  | 0  | 0    |
| 3    | Club franciscain         | 0   | 0 | 0 | 0 | 0 | 0  | 0  | 0    |
| 4    | South East Football Club | 0   | 0 | 0 | 0 | 0 | 0  | 0  | 0    |

| Résultats (▼dom., ►ext.) |  |   |   |   |
| SV Vesta                 |  | - | - | - |
| Barbados Defence Force   |  |   | - | - |
| Club franciscain         |  |   |   | - |
| South East Football Club |  |   |   |   |

### Groupe B
| Rang | Équipe                    | Pts | J | G | N | P | Bp | Bc | Diff |
| ---- | ------------------------- | --- | - | - | - | - | -- | -- | ---- |
| 1    | Inter Moengotapoe         | 0   | 0 | 0 | 0 | 0 | 0  | 0  | 0    |
| 2    | Metropolitan FA           | 0   | 0 | 0 | 0 | 0 | 0  | 0  | 0    |
| 3    | FC Santiago de Cuba       | 0   | 0 | 0 | 0 | 0 | 0  | 0  | 0    |
| 4    | Scholars International SC | 0   | 0 | 0 | 0 | 0 | 0  | 0  | 0    |

| Résultats (▼dom., ►ext.)  |  |   |   |   |
| Inter Moengotapoe         |  | - | - | - |
| Metropolitan FA           |  |   | - | - |
| FC Santiago de Cuba       |  |   |   | - |
| Scholars International SC |  |   |   |   |

### Groupe C
| Rang | Équipe               | Pts | J | G | N | P | Bp | Bc | Diff |
| ---- | -------------------- | --- | - | - | - | - | -- | -- | ---- |
| 1    | One Love United FC   | 0   | 0 | 0 | 0 | 0 | 0  | 0  | 0    |
| 2    | Liberta FC           | 0   | 0 | 0 | 0 | 0 | 0  | 0  | 0    |
| 3    | SV Racing Club Aruba | 0   | 0 | 0 | 0 | 0 | 0  | 0  | 0    |
| 4    | AC Marie-Galante     | 0   | 0 | 0 | 0 | 0 | 0  | 0  | 0    |

| Résultats (▼dom., ►ext.) |  |   |   |   |
| One Love United FC       |  | - | - | - |
| Liberta FC               |  |   | - | - |
| SV Racing Club Aruba     |  |   |   | - |
| AC Marie-Galante         |  |   |   |   |

### Groupe D
| Rang | Équipe         | Pts | J | G | N | P | Bp | Bc | Diff |
| ---- | -------------- | --- | - | - | - | - | -- | -- | ---- |
| 1    | BESCO Pastures | 0   | 0 | 0 | 0 | 0 | 0  | 0  | 0    |
| 2    | Real Rincon    | 0   | 0 | 0 | 0 | 0 | 0  | 0  | 0    |
| 3    | Platinum FC    | 0   | 0 | 0 | 0 | 0 | 0  | 0  | 0    |

| Résultats (▼dom., ►ext.) |  |   |   |
| BESCO Pastures           |  | - | - |
| Real Rincon              |  |   | - |
| Platinum FC              |  |   |   |